# Schleswig-Holsteinischer Landkreistag
Der Schleswig-Holsteinische Landkreistag ist einer der vier Kommunalen Landesverbände in Schleswig-Holstein mit Sitz in Kiel. Er ist die Vereinigung, die die elf Schleswig-Holsteinischen Kreise zur Wahrung ihrer gemeinsamen Interessen gebildet haben. Als eingetragener Verein organisiert, ist er als Landesverband im Deutschen Landkreistag vertreten. Vorsitzender ist seit 2023 der Landrat Dr. Henning Görtz (Kreis Stormarn). Seine Stellvertretungen sind der Kreistagsabgeordnete Hans-Jörg Lüth (Kreis Rendsburg-Eckernförde) und die Kreispräsidentin des Kreises Dithmarschen Ute Borwieck-Dethlefs. 

## Geschichte
In Schleswig-Holstein fanden sich im Jahr 1945 die führenden Personen in den Kreisen zu einer Landeskreisvereinigung der Provinz Schleswig-Holstein zusammen, die später den Namen Landeskreisvereinigung Schleswig-Holstein erhielt.
Ihr erster Vorsitzender war Landgerichtsdirektor Henningsen, damals Landrat des Kreises Süder-Dithmarschen. Führend in der Vereinigung waren die Oberkreisdirektoren repräsentiert durch Wohlers für Süder-Dithmarschen, Erich Walter Lotz für Eutin und Scheel für Eckernförde.
Am 10. Juli 1946 lud der Landrat des Kreises Großherzogtum Lauenburg Gülich alle Landräte und Oberkreisdirektoren zu einer Mitgliederversammlung am 13. Juli 1946 in Ratzeburg ein, auf der die Vereinigung in Schleswig-Holsteinischer Landkreistag umbenannt wurde.
In einer weiteren Mitgliederversammlung im August 1946 in Pinneberg wurde die Satzung beschlossen.
In der Mitgliederversammlung in Büsum im Juli 1947 beschloss der Schleswig-Holsteinische Landkreistag den Beitritt zum Deutschen Landkreistag.

## Aufgaben
Aufgaben des Schleswig-Holsteinischen Landkreistag sind laut dessen Satzung:
- Die Wahrung der gemeinsamen Interessen der Kreise.
- Die Förderung der Mitglieder durch Beratung und Information.
- Die Abgabe von Stellungnahmen auf Anforderung der Landesregierung und sonstiger Behörden und Dienststellen.
- Die Ausarbeitung von Vorschlägen und Anträgen an die Landesregierung und sonstige Behörden und Dienststellen.

Bei der Erfüllung seiner Aufgaben strebt der Landkreistag eine enge Zusammenarbeit mir den anderen Kommunalen Landesverbänden (Schleswig-Holsteinischer Gemeindetag, Städteverband Schleswig-Holstein) an.

## Mitglieder
- Kreis Dithmarschen
- Kreis Herzogtum Lauenburg
- Kreis Nordfriesland
- Kreis Ostholstein
- Kreis Pinneberg
- Kreis Plön
- Kreis Rendsburg-Eckernförde
- Kreis Schleswig-Flensburg
- Kreis Segeberg
- Kreis Steinburg
- Kreis Stormarn

## Organisation
Der Schleswig-Holsteinische Landkreistag ist ein rechtsfähiger Verein.

### Organe
Seine Organe sind die Mitgliederversammlung, der Vorstand und der geschäftsführende Vorstand.

#### Mitgliederversammlung
Die Mitgliederversammlung befindet einmal jährlich über die Grundsätze der Verbandsarbeit.
Jeder Kreis wird in der Mitgliederversammlung mindestens durch zwei stimmberechtigte Vertreter des Landkreise vertreten: den Kreispräsidenten/die Kreispräsidentin und den Landrat/die Landrätin. Hinzu kommen bei Kreisen mit mehr als 50.000 Einwohnern pro 50.000 Einwohner ein weiterer Delegierter/eine weitere Delegierte, die vom Kreis gewählt werden.

#### Vorstand
Der Vorstand besteht aus dem Vorsitzenden oder der Vorsitzenden, zwei Stellvertretenden Vorsitzenden, dem geschäftsführenden Vorstandsmitglied und elf weiteren Mitgliedern.
Er ist insbesondere für die Durchführung der Beschlüsse der Mitgliederversammlung verantwortlich. Darüber hinaus beaufsichtigt er die Führung der Geschäfte des Landkreistages. Außerdem bestimmt der Vorstand die Vertreter im Hauptausschuss des Deutschen Landkreistages.

#### Geschäftsführender Vorstand
Der geschäftsführende Vorstand – seit dem 1. Juli 2016 Sönke E. Schulz – leitet die Geschäftsstelle des Schleswig-Holsteinischen Landkreistages. Er wird für die Dauer von sechs Jahren gewählt und führt die Geschäfte der laufenden Verwaltung unter Aufsicht des Vorstandes.
Dazu gehören unter anderem:
- Kontakt zum Landtag und der Landesregierung,
- die Vorbereitung und Organisation der Beratung der Beschlussorgane und Fachausschüsse,
- die Auswertung der Beratungsergebnisse,
- Beschlüsse nach außen zu repräsentieren, sowie
- Presse- und Öffentlichkeitsarbeit.

Ehemalige geschäftsführende Vorstandsmitglieder sind:
- 1947–1952 Franz Suchan,
- 1952–1953 Wilhelm Casper,
- 1953–1956 Klaus von der Groeben,
- 1956–1975 Rolf Breusing,
- 1975–1996 Carl-August Conrad, sowie
- 1996–2016 Jan-Christian Erps.

#### Fachausschüsse
Die Fachausschüsse bereiten die Beratung und die Sachentscheidungen des Landkreistages vor. Sie sind dadurch maßgeblich an der Meinungsbildung beteiligt.
Derzeit existieren sechs Fachausschüsse:
- Innen- und Rechtsausschuss
- Finanzausschuss
- Wirtschafts- und Verkehrsausschuss
- Bau- und Umweltausschuss
- Sozial-, Jugend- und Gesundheitsausschuss
- Bildungsausschuss

Jeder Fachausschuss setzt sich aus zehn Mitgliedern sowie dem Landkrat/einer Landrätin, der oder die den Vorsitz führt, zusammen. Die Mitglieder werden in den ersten Mitgliederversammlung nach den allgemeinen Kreistagswahlen gewählt.

## Vertretungen
Der Schleswig-Holsteinische Landkreistag vertritt Interessen der Kreise in zahlreichen Drittorganisationen:
- Ausbildungszentrum für Verwaltung
- Berufsbildungsausschuss für den öffentlichen Dienst
- Brandschutzbeirat
- Bücherverein Schleswig-Holstein
- Dataport Verwaltungsrat
- Feuerwehrunfallkasse Nord
- Kommunaler Arbeitgeberverband Schleswig-Holstein
- Kommunaler Schadensausgleich Schleswig-Holstein
- Krankenhausgesellschaft Schleswig-Holstein, KGSH
- Landesbeamtenausschuss
- Landesfeuerwehrverband Schleswig-Holstein
- Landesjugendhilfeausschuss
- Landesplanungsrat
- Lorenz-von-Stein Gesellschaft
- Unfallkasse Schleswig-Holstein
- Sparkassen- und Giroverband für Schleswig-Holstein
- Verein zur Unterhaltung der Schleswig-Holsteinischen Gemeindeverwaltungsschule
- Versorgungsausgleichkasse der Kommunalen Spitzenverbände in Schleswig-Holstein
- Verwaltungsrat und KIF-Beirat der Investitionsbank SH